# Ryde
Ryde este un oraș în comitatul Isle of Wight, regiunea South East, Anglia. 